# Reggie McGrew
Reginald Gerard McGrew (Mayo, 16 dicembre 1976) è un ex giocatore di football americano statunitense che ha militato nel ruolo di defensive tackle nella National Football League.

## Carriera
Al college McGrew giocò a football a Florida, vincendo il campionato NCAA nel 1996. Fu scelto come ventiquattresimo assoluto nel Draft NFL 1999 dai San Francisco 49ers. Nella sua prima annata non disputò alcuna gara mentre nelle successive tre scese in campo in 24 occasioni. Nelle ultime stagioni fece parte dei Jacksonville Jaguars (2003) e dei Washington Redskins (2004) senza disputare partite ufficiali.